# Cumbernauld Airport
Cumbernauld Airport är en flygplats i Storbritannien.   Den ligger i kommunen North Lanarkshire och riksdelen Skottland, i den centrala delen av landet, 600 km nordväst om huvudstaden London. Cumbernauld Airport ligger 109 meter över havet.
Terrängen runt Cumbernauld Airport är platt åt sydost, men åt nordväst är den kuperad. Runt Cumbernauld Airport är det tätbefolkat, med 369 invånare per kvadratkilometer. Närmaste större samhälle är Cumbernauld, 3,2 km söder om Cumbernauld Airport. Trakten runt Cumbernauld Airport består i huvudsak av gräsmarker.